# Volksabstimmungen in der Schweiz 2007
Dieser Artikel bietet eine Übersicht der Volksabstimmungen in der Schweiz im Jahr 2007.
In der Schweiz fanden 2007 auf Bundesebene zwei Volksabstimmungen statt, im Rahmen zweier Urnengänge am 11. März und am 17. Juni. Dabei handelte es sich um eine Volksinitiative und ein fakultatives Referendum.

## Abstimmung am 11. März 2007

### Ergebnis
| Nr. | Vorlage                                                                | Art | Stimm- berechtigte | Abgegebene Stimmen | Beteiligung | Gültige Stimmen | Ja      | Nein      | Ja-Anteil | Nein-Anteil | Stände | Ergebnis |
| --- | ---------------------------------------------------------------------- | --- | ------------------ | ------------------ | ----------- | --------------- | ------- | --------- | --------- | ----------- | ------ | -------- |
| 528 | Eidgenössische Volksinitiative «Für eine soziale Einheitskrankenkasse» | VI  | 4'914'140          | 2'257'903          | 45,95 %     | 2'232'130       | 641'917 | 1'590'213 | 28,76 %   | 71,24 %     | 2:21   | nein     |

### Einheitskrankenkasse
Seit den frühen 1990er Jahren gab es insgesamt fünf Volksinitiativen, die auf verschiedene Weise zum Ziel hatten, die stetig steigenden Kosten in der Krankenversicherung zu bremsen. Im Dezember 2004 reichte die in der Romandie tätige soziale Organisation Mouvement populaire des familles eine weitere Initiative ein. Über eine Änderung der Bundesverfassung sollte der Bund dazu verpflichtet werden, eine Einheitskrankenkasse für die obligatorische Grundversicherung einzuführen und die Prämien nach Einkommen und Vermögen der Versicherten festzulegen. Bundesrat und Parlament waren der Ansicht, ein Systemwechsel dränge sich nicht auf, weshalb sie das Begehren zur Ablehnung empfahlen. Zu den Befürwortern gehörten linke Parteien und die Gewerkschaften. Sie waren der Auffassung, eine Einheitskasse unterbinde den kostenintensiven Wettbewerb der Versicherungen bei ihrer Jagd nach den sogenannt «guten Risiken». Dadurch würden der Mittelstand und Familien finanziell entlastet. Die bürgerlichen Parteien und die Wirtschaftsdachverbände hielten dem entgegen, ein System mit verschiedenen Anbietern weise klare Vorteile gegenüber einem Monopol auf. Die Einführung von Prämien nach der wirtschaftlichen Leistungsfähigkeit komme einer neuen Einkommens- und Vermögenssteuer gleich. Ausserdem warnten sie vor zunehmender Bürokratie. Über sieben Zehntel der Abstimmenden lehnten die Vorlage bei sehr geringer Beteiligung ab, Ja-Mehrheiten erzielte sie nur in den Kantonen Jura und Neuenburg.

## Abstimmung am 17. Juni 2007

### Ergebnis
| Nr. | Vorlage                                                                        | Art | Stimm- berechtigte | Abgegebene Stimmen | Beteiligung | Gültige Stimmen | Ja        | Nein    | Ja-Anteil | Nein-Anteil | Stände | Ergebnis |
| --- | ------------------------------------------------------------------------------ | --- | ------------------ | ------------------ | ----------- | --------------- | --------- | ------- | --------- | ----------- | ------ | -------- |
| 529 | Änderung vom 6. Oktober 2006 des Bundesgesetzes über die Invalidenversicherung | FR  | 4'929'140          | 1'784'498          | 36,20 %     | 1'758'910       | 1'039'282 | 719'628 | 59,09 %   | 40,91 %     | –      | ja       |

### Revision der Invalidenversicherung
Die finanzielle Lage der Invalidenversicherung (IV) verschlechterte sich seit den 1990er Jahren kontinuierlich, sodass dieses Sozialwerk bis 2004 Schulden in der Höhe von sechs Milliarden Franken angehäuft hatte. Ein erster Versuch zur Konsolidierung der IV war 1999 in einer Volksabstimmung gescheitert, worauf der Bundesrat dem Parlament im Juni 2005 einen weiteren Revisionsentwurf präsentierte. Nach intensiven Beratungen nahm das Parlament den Vorschlag mit geringfügigen Änderungen an. Die Revision verfolgte das Ziel, dass mehr Behinderte erwerbstätig bleiben. Konkret sollte ein System der Früherfassung und -intervention geschaffen werden, um Eingliederungsmassnahmen rascher anwenden zu können. Arbeitgeber sollten bei der Weiterbeschäftigung und Eingliederung von Behinderten fachliche und finanzielle Unterstützung erhalten. IV-Renten sollten nur noch Personen erhalten, die trotz allen zumutbaren Anstrengungen nicht mehr erwerbstätig sein können. Ferner sollten durch gezielte Leistungseinschränkungen Kosten gesenkt werden. Gegen das Gesetz ergriffen kleinere Behindertenorganisationen das Referendum, unterstützt durch linke Parteien und Gewerkschaften. Sie kritisierten, die Behinderten hätten die Last der Sanierung der defizitären IV alleine zu tragen. Bürgerliche Parteien und Wirtschaftsdachverbände betonten die Notwendigkeit von Sparmassnahmen, da das IV-Defizit auch die AHV stark belaste. Ausserdem lobten sie den Richtungswechsel dieser Revision, die gesellschaftliche und berufliche Integrationsmassnahmen in den Vordergrund stelle. Die SVP wiederum polemisierte gegen angebliche «Scheininvalide». Bei einer unterdurchschnittlichen Beteiligung sprachen sich fast drei Fünftel der Abstimmenden für die Vorlage aus; ablehnende Mehrheiten resultierten in den vier Westschweizer Kantonen Genf, Freiburg, Neuenburg und Jura.